# Reinheim (Saarland)
Reinheim is een plaats in de Duitse gemeente Gersheim, in de deelstaat Saarland. Reinheim maakt sinds 1974 deel uit van de gemeente Gersheim.